# Federico Marchetti
Federico Marchetti (7 de febrer de 1983, Bassano del Grappa, Itàlia) és un futbolista italià que juga com a porter.

## Carrera en clubs

### Torino
Un jove Marchetti del planter del Torino FC va fer el seu debut internacional cedit al Pro Vercelli, sent després cedit a una sèrie d'equips de la Serie C1 i la Serie C2 en els següents anys: va passar la temporada 2003–04 com a porter de segona opció en el FC Crotone i més tard en el Treviso, sense jugar un sol partit en aquest equips. Va començar la temporada 2004–05 com a porter de tercera opció en el Torino, jugant un sol partit durant el seu temps com granata eixint de substitut.

## Internacional
Va debutar amb la selecció de futbol d'Itàlia el 6 de juny del 2009 enfront d'Irlanda del Nord en una victòria azzurra per 3 a 0. Uns mesos després va debutar en eliminatòries enfront de Xipre on li van fer dos gols.En 2010 va jugar enfront del Camerun el 3 de març i l'1 de juny va ser inclòs per Marcello Lippi en el planter italià per a afrontar la Copa Mundial de Futbol de 2010.

### Participacions en Copes del Món
| Mundial                        | Seu        | Resultat |
| ------------------------------ | ---------- | -------- |
| Copa Mundial de Futbol de 2010 | Sud-àfrica | -        |

## Clubs
| Club                                | País   | Any       |
| ----------------------------------- | ------ | --------- |
| Torino F.C.                         | Itàlia | 2002-2006 |
| Unione Sportiva Pro Vercelli Calcio | Itàlia | 2002-2003 |
| Football Club Crotone               | Itàlia | 2003      |
| Treviso Foot-Ball Club 1993         | Itàlia | 2004      |
| Unione Sportiva Pro Vercelli Calcio | Itàlia | 2005      |
| Associazione Sportiva Biellese 1902 | Itàlia | 2005-2006 |
| U.C. AlbinoLeffe                    | Itàlia | 2006-2009 |
| Cagliari Calcio                     | Itàlia | 2009-     |